# Valea Sării (gmina)
 Valea Sării – gmina w Rumunii, w okręgu Vrancea. Obejmuje miejscowości Colacu, Mătăcina, Poduri, Prisaca i Valea Sării. W 2011 roku liczyła 1608 mieszkańców.